# عصر حجر (بازی ویدئویی ۱۹۹۴)
«عصر حجر» (انگلیسی: The Flintstones) یک بازی ویدئویی در سبک سکوبازی است که توسط Ocean Software و در سال ۱۹۹۴ و در پلت‌فرم سوپر نینتندو منتشر شده‌است.